# Pandanus pugnax
Pandanus pugnax är en enhjärtbladig växtart som beskrevs av Benjamin Clemens Masterman Stone. Pandanus pugnax ingår i släktet Pandanus och familjen Pandanaceae. Inga underarter finns listade.